# Битка при Сан Хасинто
Битката при Сан Хасинто, провела се на 21 април 1836 г. в днешния окръг Харис, Тексас, е последната битка от Тексаската революция (с изключение на трите морски битки след революцията). Тексаската армия била командвана от генерал Сам Хюстън, а мексиканската – от президента ген. Антонио Лопес де Санта Ана. Битката траела само 18 минути. Мексиканците имали огромни загуби, докато тексасците имали само 9 жертви и 26 ранени. Сред ранените бил и Сам Хюстън.
Антонио Лопес де Санта Ана, президентът на Мексико, също бил ранен. След битката подписал Договорите от Веласко, с които признал независимостта на Тексас. Сам Хюстън накарал народа да извика „Спомнете си Аламо“, което станало известен лозунг и важна част от тексаските традиции. Друг известен лозунг бил „Спомнете си Голиад“, посветен на битката при Голиад.

## Галерия
- Оръдията „Сестрите близнаци“ на мястото на битката, подарък от жителите на град Синсинати
- Сам Хюстън в битката при Сан Хасинто
- „Пленяването на генерал Санта Ана“, худ. Уилям Хъдъл
- Паметникът на битката при Сан Хасинто